# Mascarpone
Le mascarpone est un fromage crémeux italien, originaire de la région de Lombardie. Il entre dans la composition de nombreuses recettes de crèmes et de desserts italiens, dont le tiramisu.

## Fabrication
C'est un fromage gras à pâte fraîche, à base de crème de lait de vache, mais cette appellation est en réalité imprécise[évasif]. Contrairement aux fromages traditionnels qui nécessitent l’utilisation de présure et un processus d’affinage, c'est un produit laitier frais obtenu par simple coagulation de la crème à l’aide d’un agent acidifiant.
Pour obtenir du mascarpone, on chauffe de la crème à 100 °C et on y ajoute du jus de citron ou du vinaigre blanc. Une fois la crème caillée, on fait égoutter la pâte obtenue un ou plusieurs jours à travers une mousseline au réfrigérateur. Ensuite, on la met en pots,,,,.

## Caractéristiques
Le fromage a l'aspect d'une crème molle et consistante, de couleur beige très clair, au goût très doux. Il doit être consommé très rapidement.

## Recettes

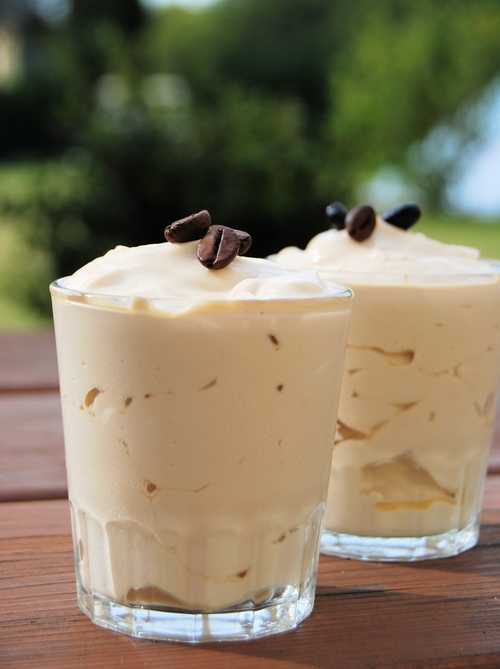
Dessert à base de mascarpone.

Le mascarpone est utilisé dans la cuisine italienne pour sa texture très onctueuse, aussi bien dans des préparations salées que sucrées. Voici quelques exemples :
- en adjonction de certains potages ou certaines soupes ;
- en adjonction de certaines recettes de pâtes afin de ne pas les assécher lors de gratins ou pour épaissir certaines sauces ;
- dans des recettes de préparation de fruits ;
- dans des recettes de mousses sucrées ;
- le tiramisu ;
- la mousse au chocolat ;
- le moelleux aux légumes frais ;
- le gâteau au fromage ;
- le roulé aux fraises[9].